# Фонтан для абсента

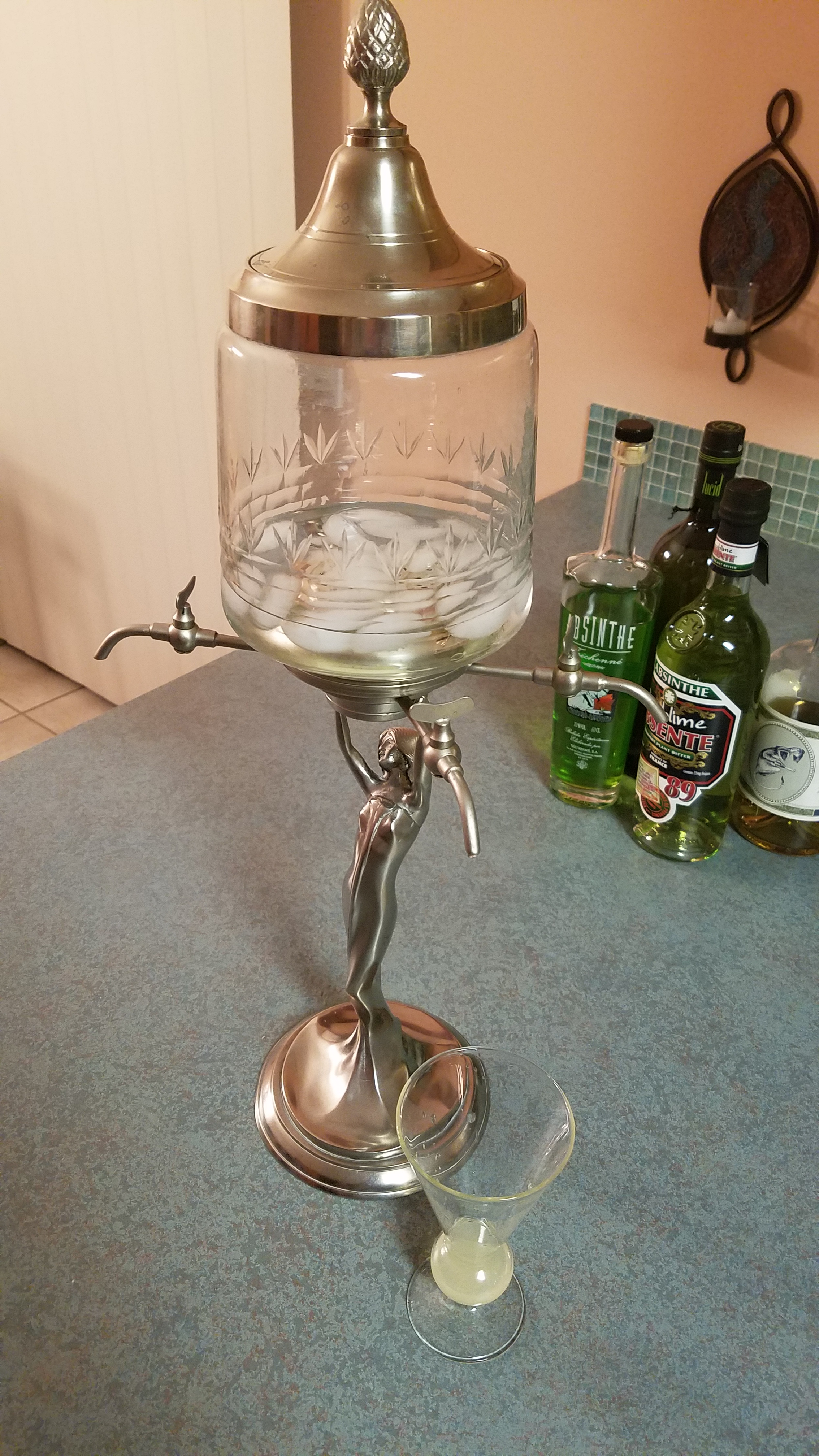

Фонтан для абсента — резервуар для хранения и разлива ледяной воды, используемой при питье абсента.
Как и другая параферналия, связанная с абсентом, широкое распространение они получили во второй половине XIX века, когда возникла проблема абсентизма (абсентового алкоголизма) городских низов. Употреблением подобных изысканных предметов буржуазия стремилась подчеркнуть свой социальный статус.

## Роль в приготовлении абсента

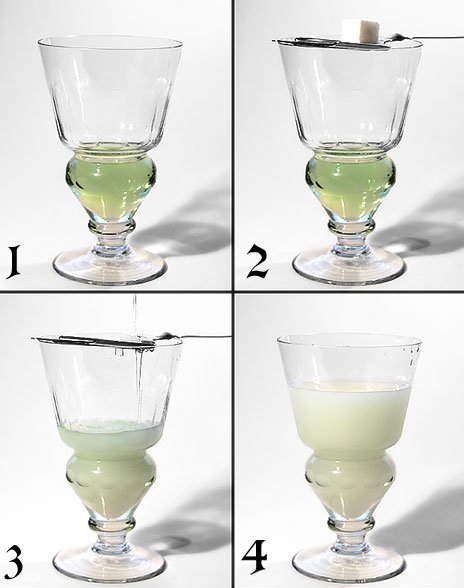
Приготовление абсента

Вкус чистого абсента неприемлем для большинства пьющих, поэтому перед употреблением в него добавляют сахар (для абсента даже выпускается специальный кусковой сахар). Однако для растворения нужного количества сахара в абсент приходится добавлять воду, понижая его крепость. Ледяная вода из фонтана капает на кусочек сахара, лежащий на специальной ложке, создавая в бокале напиток с желтоватым молочным оттенком (фр. louche).

## Конструкция
Фонтан предназначен на роль центрального украшения стола и потому традиционно имеет сложную и утончённую форму. Резервуар для воды со льдом обычно выполняется из стекла, металлические краны серебрятся или золотятся. Сверху резервуар закрыт крышкой для сохранения температуры. Одна из целей фонтана — объединить группу пьющих абсент, потому кранов у фонтана несколько, обычно их чётное число, часто четыре.